# Lié de Micy
Saint Lié (Lætus en latin) est un prêtre et ermite en Forêt d'Orléans. Sa fête est le 5 novembre.

## Biographie
Né sous le règne de Clotaire Ier au pays du Berry de Sydericus. Saint Lié est honoré dans l'évêché d'Orléans et ses reliques sont vénérées à Saint-Lyé-la-Forêt où il a vécu comme ermite à la fin de sa vie.
Il a embrassé la vie monastique à l'âge de 12 ans et a passé quelques années au monastère de Micy-Saint Mesmin, à côté d'Orléans accueilli par Treïcius étant abbé, il fut ordonné diacre avant de se retirer dans la forêt d'Orléans avec quelques frères ; forêt où il est mort. Il était un exemple pour son humilité.
Son corps aurait été amené par Ermentheus, évêque d'Orléans au château de Pithiviers, des reliques auraient été transportées en l'Église Saint-Lié de Mohon où il est fêté le 2 janvier.
Saint-Lié aurait initié Leonard de Noblac.

## Articles connexes

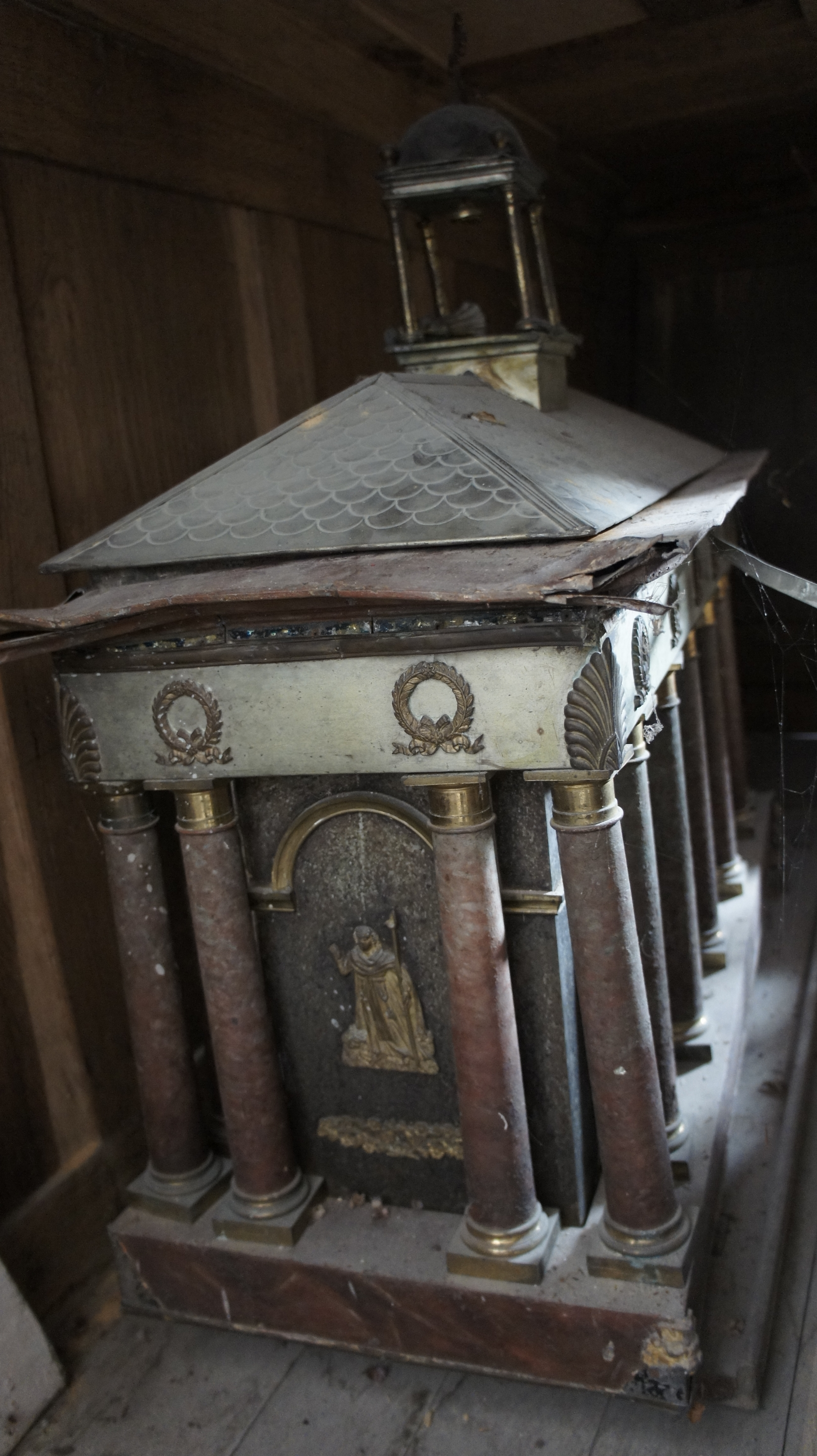
Sa chasse à Ville-Dommange.

## Sources
- (en) Cet article est partiellement ou en totalité issu de l’article de Wikipédia en anglais intitulé « Saint Lie » (voir la liste des auteurs).
- La vie de Saint Lié confesseur, dediée a monsieur de Louvat, Chevalier, Maréchal de Camp és Armées du Roi, Commandant en Chef au Gouvernement de Mezieres, &, par R.P.D.D.S.A.R.D.L.D.C, Charleville, Poncelet&J.Morard, 1675.